# Dănăila
Dănăila – wieś w Rumunii, w okręgu Bacău, w gminie Răchitoasa. W 2011 roku liczyła 100 mieszkańców.